# Antoni Ribas
Pour les articles homonymes, voir Ribas.
Antoni Ribas est un réalisateur espagnol né le 27 octobre 1935 à Barcelone, où il est mort le 3 octobre 2007.

## Biographie
Antoni Ribas s'est fait connaître au niveau international notamment avec L'Autre Image, en compétition au Festival de Cannes 1973 et La Ville brûlée, présenté dans plusieurs festivals.
Il était l'époux de l'actrice Elena María Tejeiro de 1965 à 1975.

## Filmographie partielle

### Court métrage
- 1977 : Llibertat d'expressió

### Longs métrages
- 1966 : Las salvajes en Puente San Gil
- 1973 : L'Autre Image
- 1976 : La Ville brûlée
- 1980 : Catalans universals
- 1984 : Victoria
- 1986 : El primer torero porno
- 1991 : Dali
- 2004 : Centenario